# Domenico del Barbieri
Domenico del Barbieri, Domenico Ricoveri del Barbiere, Domenico Fiorentino, ou Dominique Florentin en France, est un sculpteur stucateur, graveur, peintre et architecte italien de la Renaissance, actif principalement en France au XVIe siècle.
On le retrouve sous différents noms. Il signe ses planches Domenico Fiorentino, Domenico del Barbiere Fiorentino. Giorgio Vasari copié par André Félibien, l'appelle Domenico del Barbiere (notice consacrée à l'artiste par Vasari) et, avec erreur, Damiano del Barbiere (notice consacrée au Rosso). Pierre-Jean Grosley l'appelle Dominique Riconucci ou Rinuccini. Dans les actes le concernant on trouve les noms Riconuri, Ricouvri, Recourre ou Ricombre. Natalis Rondot a retrouvé son nom : Domenico Ricoveri del Barbiere.
Il serait né à Florence ou sa région entre 1501 et 1506, et mort à Troyes au tout début des années 1570. Il a influencé l’art de la Renaissance à Troyes. Sa réputation fut telle que lui fut attribuée la majeure partie des œuvres classiques restées anonymes ou non attribuées à d’autres.

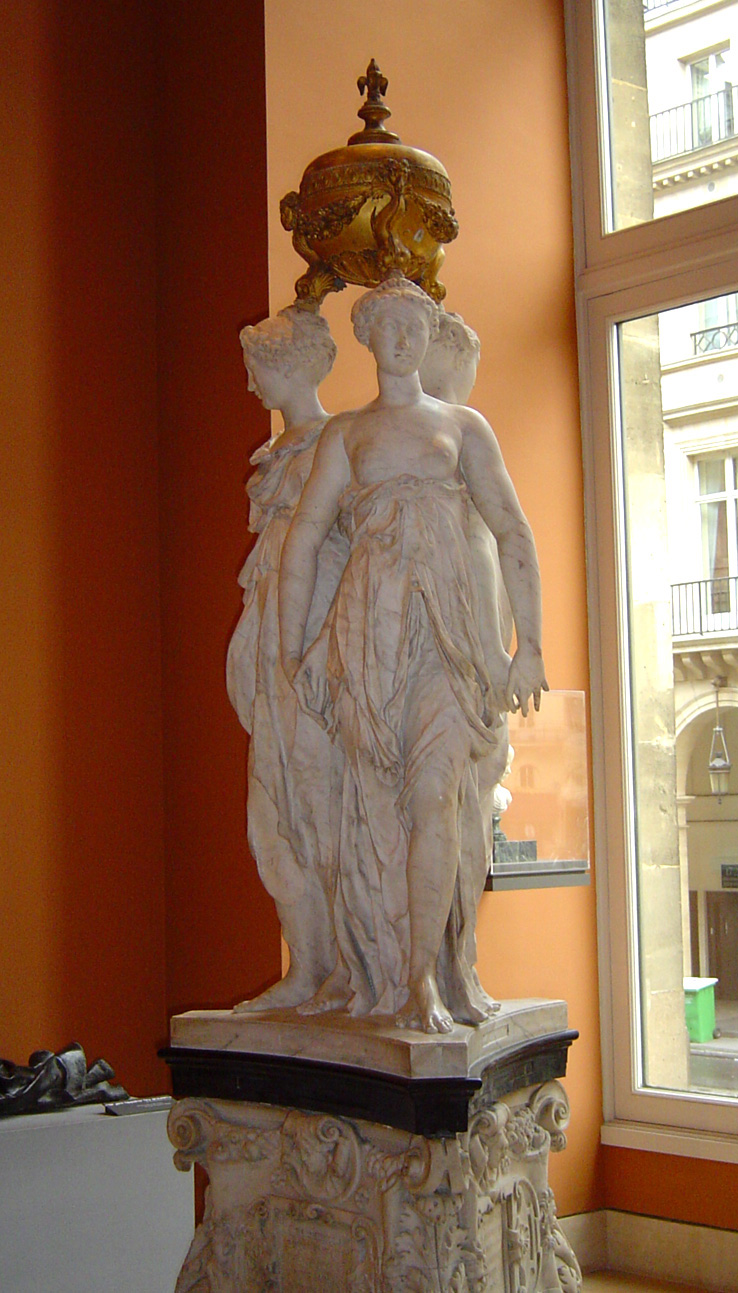
Monument du cœur d', groupe de Germain Pilon, piédestal de Barbieri, Paris, musée du Louvre.

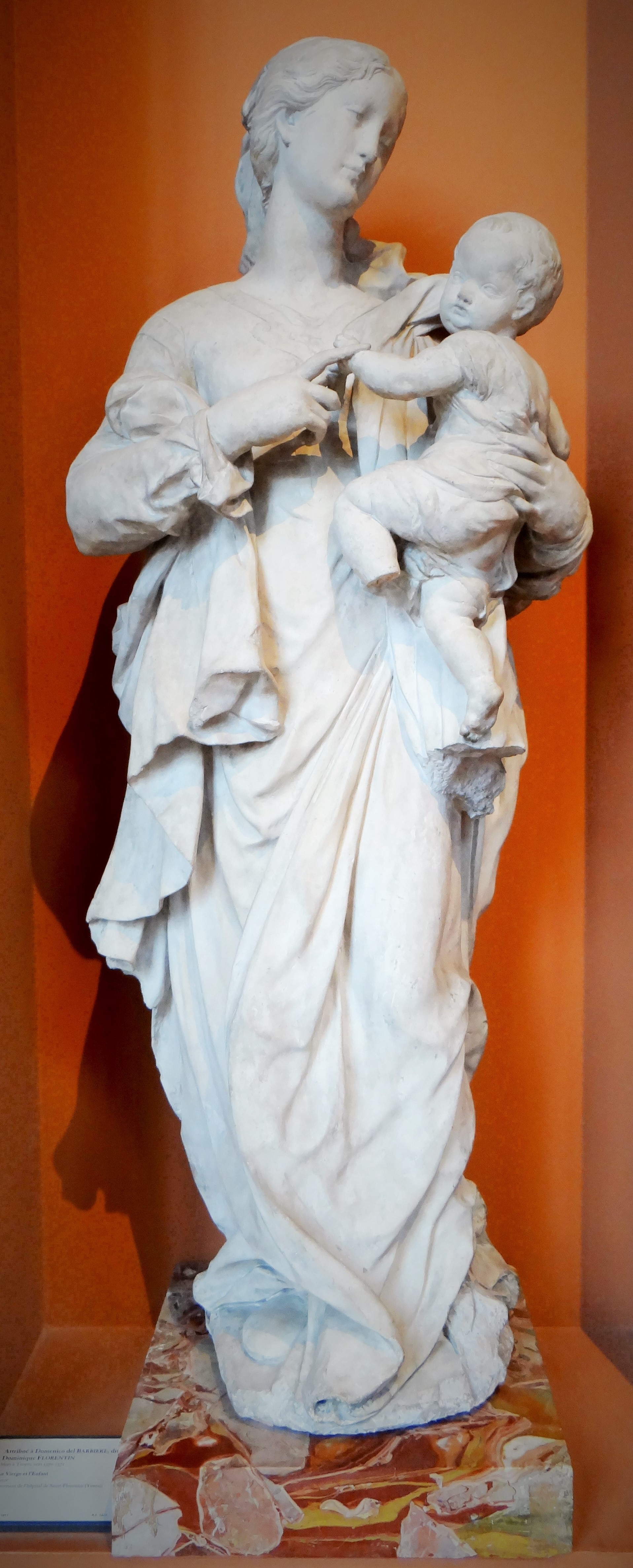
(Attribution) La Vierge et l'Enfant, Paris, musée du Louvre.

## Biographie
Les premières mentions connues de la présence en France de Dominique Florentin sont  contenues dans les comptes des bâtiments du roi, sur le chantier de Fontainebleau. Il y est présent entre 1537 et 1540 et y effectue plusieurs campagnes. Pour constituer des équipes de travail, Rosso Fiorentino et Le Primatice avaient fait appel à un certain nombre de leurs compatriotes, sans doute parmi lesquels Dominique Florentin, renforcés d’équipes françaises, dont un contingent des meilleurs artistes et artisans de Troyes, avec lesquels il se lia d'amitié. À Troyes, Dominique Florentin figure pour la première fois dans les archives en 1541. Il est parrain du fils du peintre Pierre Pothier. Cependant cet événement ne prouve en aucune façon qu’il réside à Troyes à cette date, tout juste qu’il s’y rende à cette époque. Mais cette mention illustre les relations étroites et d’amitié qu’il a nouées avec les Troyens sur le chantier de Fontainebleau, et en particulier avec les membres de la famille Pothier dont François, Jehan et Colin. C’est à partir de 1543 que l’on trouve la preuve de sa domiciliation à Troyes. Dominique Florentin habite une maison qui lui vient de sa femme dans le quartier Saint-Pantaléon, rue de Montpellier. Ce n’est qu’à partir de 1548 qu'il figure dans les registres d’imposition de la ville. Il avait épousé Colette Valone ou Valon, à une date indéterminée, entre 1537 et 1543. Elle était veuve de Maurice Favreau, maître maçon à Troyes. Il a eu trois enfants, deux filles, une mariée au maître maçon Gabriel Favereau, l'autre au peintre Nicolas Hurant. Son fils Nicolas Ricoveri a eu une fille, Marie Ricoveri mariée à Jean de Hoey, peintre et graveur, fils de Dammas Claesz de Hoey et de Marijtgen van Leyden, fille de Lucas de Leyde.

### Un artiste travaillant au service du roi de France
À Fontainebleau, Dominique Florentin aurait travaillé aux fresques de la Galerie François Ier dont la décoration était sous la responsabilité de Rosso Fiorentino. Est-ce lui qui le fit venir à Fontainebleau ? Tous deux sont originaires de la même région, Florence, nom qu’ils portent comme surnom, « Fiorentino », et Vasari rappelle l'estime du Rosso envers Dominique comme stucateur.
À la mort du Rosso, en 1540, Dominique Florentin intègre l’équipe du Primatice. Il est mentionné comme peintre et imagier, et travaille à la décoration de bâtiments extérieurs du château.
Il est aussi connu en tant que remarquable graveur au burin. C’est sans doute là qu’il exécute la plupart de ses estampes. Selon Henri Zerner, « Il a su être l’interprète intelligent de Michel-Ange ou de Primatice. » Par ses estampes, avec Jacques Androuet du Cerceau et Marc Duval, il participe à la diffusion d’une esthétique créée sur le chantier royal, « l’École de Fontainebleau ». Il a répandu en particulier des modèles de grotesques de type italien et que l’on retrouve dans la décoration murale et l’art textile.
Au cours de l’année 1545, le Florentin séjourne à Rome, envoyé par François Ier et accompagné de Vignole. Le roi les chargea de réaliser des moulages en plâtre de plusieurs statues antiques destinées à être coulées en bronze pour Fontainebleau. À cette occasion, les deux artistes sont les hôtes de Raffaello da Montelupo, ancien collaborateur de Sansovino et de Michel-Ange. L’influence de cet architecte et la relation établie avec Vignole, excellent connaisseur de Vitruve et de l’architecture antique se retrouvera dans ses réalisations troyennes. Après ce voyage, il travaille de façon moins régulière à Fontainebleau. D'une part la mort de François Ier, en 1547, a ralenti considérablement les travaux du chantier, d’autre part, Fontainebleau ne sera plus le principal chantier royal. Dominique Florentin est encore quelquefois signalé à Fontainebleau, la mention la plus importante étant en 1561. Cette année-là, il y réalise neuf des vingt-quatre figures en bois pour le jardin de la reine.
Dominique Florentin allait travailler aux monuments funéraires d'Henri II, entre 1559 et 1565. Sur le dessin de Primatice, il réalisa le piédestal et le vase de cuivre pour le monument du cœur de Henri II, au couvent des Célestins de Paris, en collaboration avec Germain Pilon qui sculpta le groupe des Trois Grâces. Il fit aussi le modèle en terre de la statue en cuivre du tombeau de Henri II à Saint-Denis, cette dernière réalisée par Germain Pilon. Le roi, à genoux, prie sur la plate forme du monument funéraire.

### Le mécénat des Dinteville
L’achèvement de la galerie François Ier à Fontainebleau et des principaux ensembles décoratifs du château allait laisser au Primatice et à Dominique Florentin un peu plus de temps pour répondre à des commandes privées.
Au début des années 1540, Dominique Florentin conçut dans l’église de Montiéramey un autel, aujourd’hui disparu. Cette l’abbaye était tenue par François II de Dinteville, évêque d’Auxerre. Il réalise pour le même mécène des gravures du martyre de saint Étienne ; au bas de la dalmatique que porte le proto-martyr figurent les armoiries des Dinteville.
Dès 1543, il est présent au château de Polisy, aux côtés du Primatice. Ce château fut érigé par Jean de Dinteville, ambassadeur pour François Ier en Angleterre, devenu paralytique et impotent. Ce dernier avait décidé de quitter Cour et de se retirer dans ses terres. C’est dans ce château qu’il exposa le très célèbre tableau que Hans Holbein fit de lui, Les Ambassadeurs. Dominique Florentin travailla au château à différentes dates entre 1544 et 1552. En 1552, 1553 et 1555, il acheta des terres à Montiéramey dont le payement s’était fait par l’intermédiaire de l’abbé, dirigée successivement par François II de Dinteville (1538-1554) et son cousin Joachim (1554-1566). Ainsi, Dominique Florentin s’établit en propriétaire terrien hors de la ville de Troyes mais sous la protection de ses mécènes.

### Le mécénat des Guise
Alors que Fontainebleau était dans sa plus grande période d’activité, Claude de Lorraine, duc de Guise, faisait édifier  le château du Grand Jardin de Joinville, véritable petit palais de la Renaissance. Les travaux furent réalisés en deux campagnes entre 1533 et 1550. Le 12 avril 1550, mourait le duc. Un véritable service funèbre  royal lui fut rendu, à l’imitation de celui de François Ier à Saint-Cloud, en 1547. Le tombeau allait prendre cette dimension royale, s’inspirant des sépultures des souverains français. Sa réalisation en fut confiée au Primatice qui en fit les dessins. Ces principaux collaborateurs, Dominique Florentin et Jean Picard, assurèrent la réalisation des sculptures. Le monument funéraire fut achevé avant la fin de l’année 1552.
Le 29 mars cette même année, le roi Henri II, alors à Joinville avec sa Cour, accordait à « Dominicque Rycouvry » ses lettres de naturalisé, en même temps qu’au neveu et à la nièce du Primatice. L’année suivante, il répondait à la plus importante commande des Guise, la « grotte » du château de Meudon. C’était un vaste édifice abritant plusieurs fontaines, orné de sculptures, stucs et plafonds peints, ouvert de nombreuses arcades sur les jardins que dominait le château de Meudon. Lieux où l’on pouvait trouver la fraîcheur l’été, c’était aussi le musée privé du cardinal de Lorraine où il exposait ses collections antiques rapportées d’Italie, dont des bustes d’empereurs romains. D’après Vasari, c’est Domenico del Barbiere (Dominique Florentin) et Poncio Jacquio qui exécutèrent les sculptures, l’essentiel de celles-ci réalisées sans doute entre 1556 et 1557.

### Dominique Florentin, maître d’œuvre et architecte à Troyes

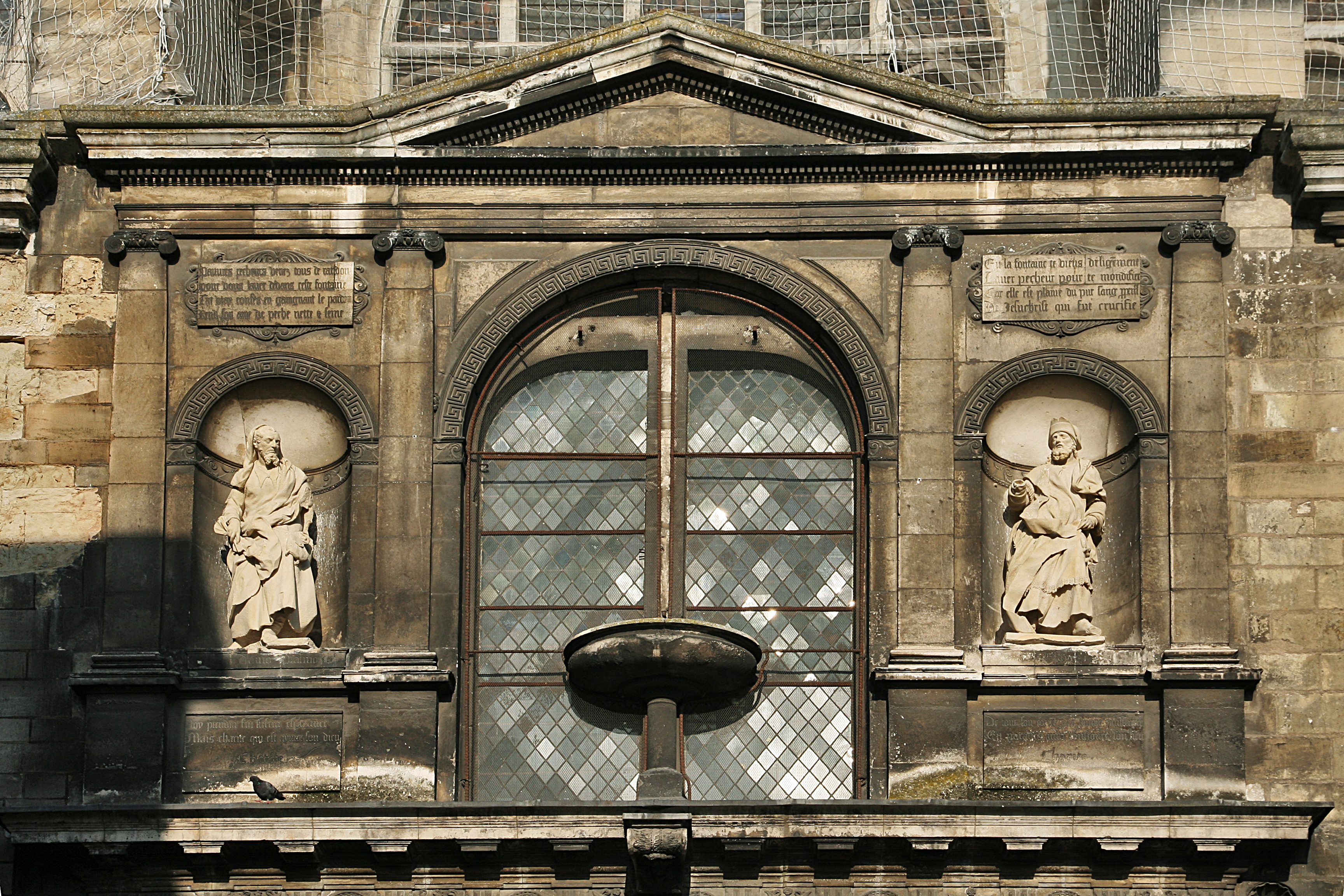
La fontaine de vie avec David et Isaïe, église Saint-Nicolas de Troyes.

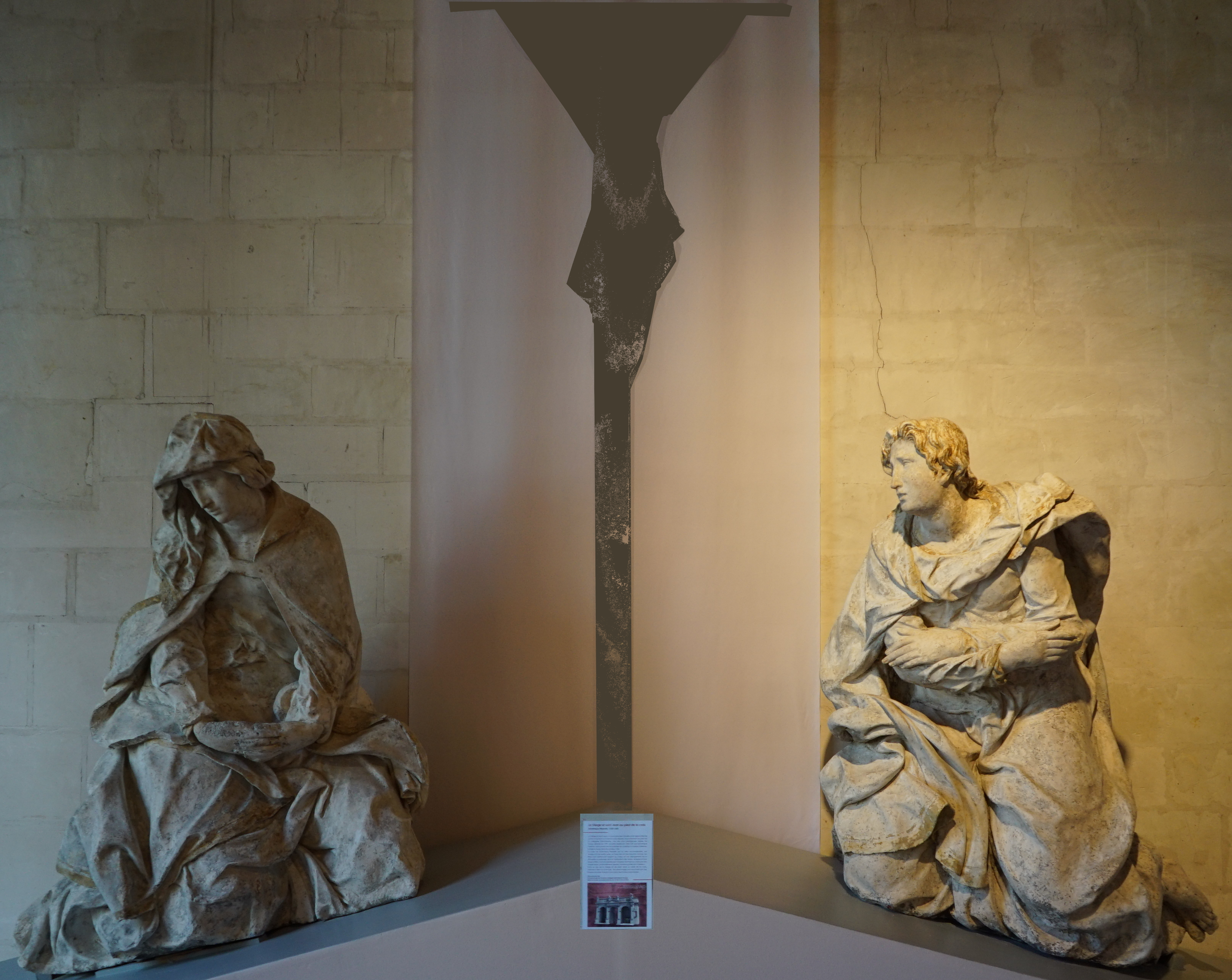
Marie et Jean au pied de la Croix, jubé de la collégiale Saint-Étienne de Troyes.

C’est à Troyes que l'artiste s’affirme en tant qu’artiste indépendant, se libérant de la tutelle de Primatice. Les premiers travaux qu’on puisse lui attribuer dans la ville sont éphémères. Il dirige en 1548 les ouvrages réalisés pour l’entrée de Henri II à Troyes. Dans le contrat, qu’il signe « Domenico Fiorentino », il est qualifié d’ymagier et painctre. Il conçut pour l’occasion et dirigea la réalisation de tous les décors qui ornaient les rues dans lesquelles le roi devait passer. Pour la première fois pour une entrée royale à Troyes furent érigés des arcs de triomphe, ornés de sculptures.
C’est à nouveau à Dominique Florentin que fait appel la municipalité pour réaliser les décors de l’entrée de Charles IX. Il y travaille de novembre 1563 à mars 1564.
Le jubé de la collégiale Saint-Étienne est la première grande réalisation qui lui est personnellement connue. Les arcs de triomphe qu’il avait érigés pour l’entrée de 1548 avaient-ils servi de modèles grandeur réelle pour de nouvelles commandes ? De fait un an après l’Entrée Royale, le 29 octobre 1549, les chanoines de Saint-Étienne lui commandèrent un projet pour le jubé de leur église. Le travail dut être achevé en août 1550. Le Jubé, aujourd'hui disparu se présentait comme un véritable arc de triomphe à trois arches. Il était décoré des statues de la Foi et de la charité sur les côtés (aujourd'hui déposées dans le chœur de l'église Saint-Pantaléon), et sur le fronton le Christ en croix, en bois avec de part et d'autre la Vierge et saint Jean en pierre (toutes deux conservées au musée de Vauluisant de Troyes). Sur la corniche, quatre bas-reliefs représentaient des scènes la vie de saint Étienne (conservés dans l'église de Bar-sur-Seine).
On lui attribue d'autres commandes similaires, s’inspirant elles aussi de la structure des arcs triomphaux. Tout d’abord le portail occidental de l’église de Saint-André-les-Vergers (en 1549), le portail nord de Église Saint-Nizier de Troyes (daté du règne de Henri II : 1547-1559), auquel a collaboré son gendre Gabriel Favereau, et enfin le portail méridional de Saint-Nicolas (1551-1554). Pour ce dernier, le maçon Jehan Faulchot en est l’exécutant. Le sculpteur François Gentil en réalisa les statues.
Dès 1548, Dominique Florentin apparaît aussi comme maître maçon et à ce titre il travaille sur les chantiers troyens. Au début des années 1550, il est à Saint-Étienne à divers travaux de maçonnerie. Il rétablit aussi des tombes, répare du pavé et des marches dans l’église. On le voit aussi œuvrer pour la ville.
Son style de sculpteur témoigne de tendances maniéristes ainsi que l'influence d'Andrea Sansovino, en particulier dans les têtes et les draperies, et avait connaissance de la contrapposto (style de Michel-Ange).

## Œuvres

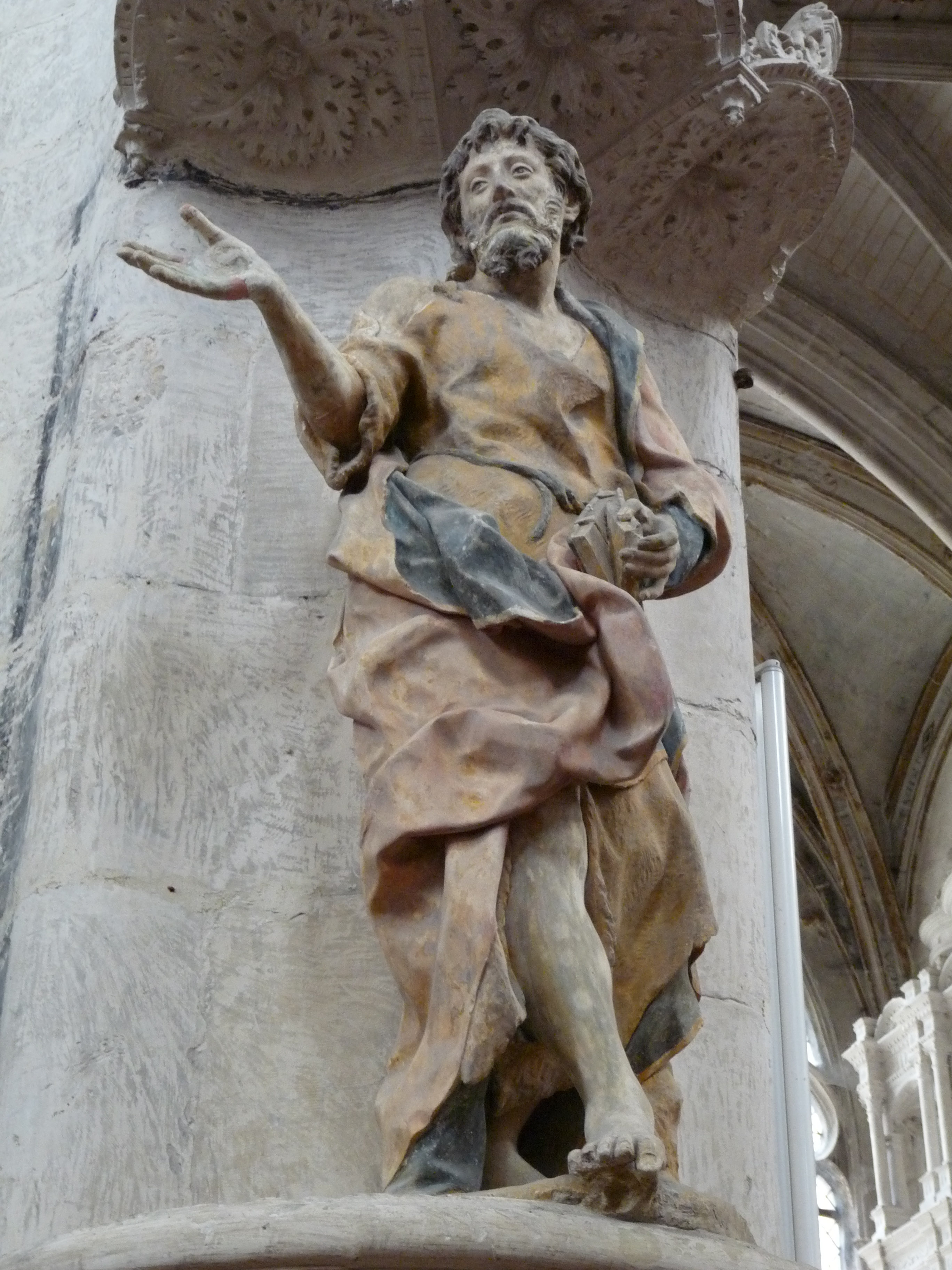
Saint Philippe, église Saint-Pantaléon de Troyes.

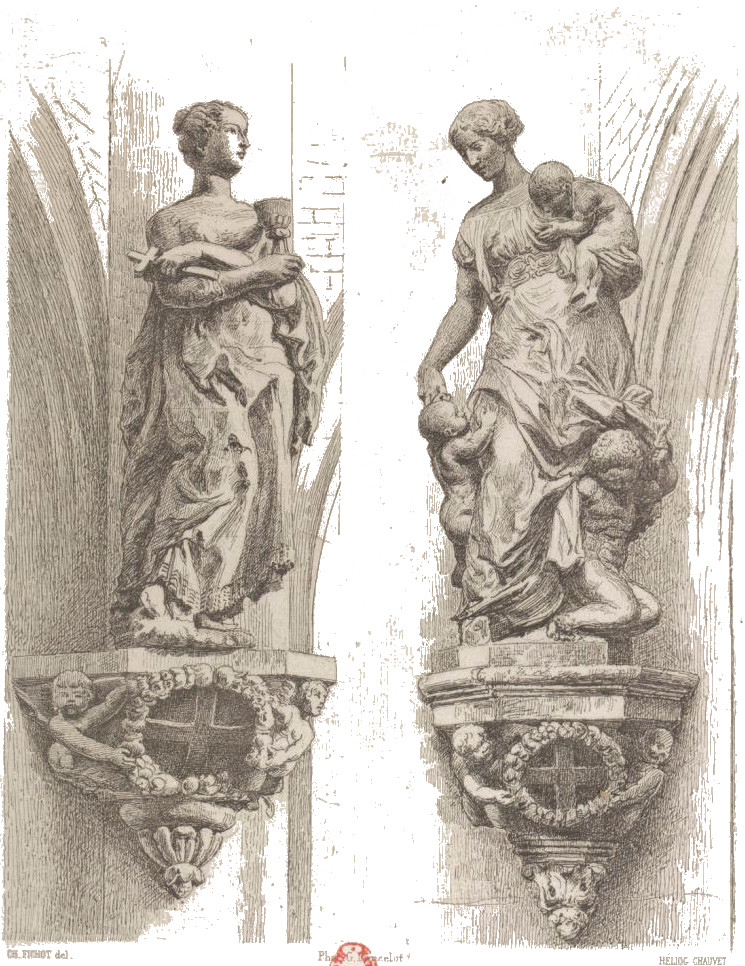
La Foi et La Charité, église Saint-Pantaléon de Troyes.

- Jubé de la collégiale Saint-Étienne de Troyes (1550-1551) [Reconstitution 3D : http://www.sculpture-en-champagne.fr/video.php]. L'œuvre a été détruite à la Révolution française. Il n'en subsiste que les groupes sculptés dispersés au Musée du Vauluisant à Troyes (Vierge et Saint-Jean du Calvaire), à l'église Saint-Pantaléon de Troyes (La Foy et la Charité) et à l'église Saint-Étienne de Bar-sur-Seine (quatre bas-reliefs du martyre de saint Étienne)
- Charité du jubé de Saint-Étienne de Troyes (1550-1551), conservée à Saint-Pantaléon de Troyes.
- Foy du jubé de Saint-Étienne de Troyes (1550-51), conservée à Saint-Pantaléon de Troyes.
- Vierge au Calvaire du jubé de Saint-Étienne de Troyes (1550-1551), conservée au Musée du Vauluisant à Troyes.
- Saint-Jean au Calvaire du jubé de Saint-Étienne de Troyes (1550-1551), conservé au Musée du Vauluisant à Troyes.
- Bas-reliefs du martyre de saint Étienne du jubé de la collégiale Saint-Étienne de Troyes, conservés à l'église Saint-Étienne de Bar-sur-Seine.
- Collaboration avec Jean Picard à la réalisation du monument funéraire de Claude de Lorraine, duc de Guise, décédé en 1550. Ce tombeau fut commandé en 1552 par sa veuve Antoinette de Bourbon-Vendôme pour l’église collégiale Saint-Laurent de Joinville (Haute-Marne). Les dessins de l’ensemble et du détail des bas-reliefs, furent fournis par Primatice. L’ensemble a été démembré en 1792 mais l’aspect ancien du monument est connu par un dessin fait à la demande de l’érudit François-Roger Gaignères[5].
- Piédestal et vase en cuivre du monument contenant le cœur de Henri II de France (1561 - 1562), Le Louvre.